# Maksymilian Landau
Maksymilian Landau (ur. 8 marca 1882 w Kamionce Strumiłowej, zm. wiosną 1940 w Charkowie) – polski nauczyciel, podpułkownik uzbrojenia Wojska Polskiego, ofiara zbrodni katyńskiej.

## Życiorys
Urodził się 8 marca 1882 w Kamionce Strumiłowej, w rodzinie Ludwika i Rozalii z Wilkenbergów. Przez osiem lat kształcił się w K. K. Gimnazjum im. Rudolfa w Brodach z językiem niemieckim wykładowym, gdzie w 1900 zdał maturę. Ukończył studia na Wydziale Filozoficznym Uniwersytetu Franciszkańskiego we Lwowie w 1904. Został nauczycielem. Pracował w macierzystym gimnazjum w Brodach, gdzie uczył języka niemieckiego, języka polskiego, prowadził kółko germanistyczne oraz był zawiadowcą (kustoszem) niemieckiej biblioteki uczniów. Był autorem zbioru poezji Chwile (1913). Działał w Drużynach Bartoszowych – był członkiem Rady Naczelnej.  W  1911  r.  został  komisarzem  chorągwi w Brodach, a w listopadzie tego roku zorganizował tam kurs drużynowych. 
Po wybuchu I wojny światowej służył w Legionach, w 1 pułku artylerii. 14 marca 1915 roku został awansowany na chorążego, a 1 maja 1916 roku na stopień podporucznika. Po kryzysie przysięgowym w armii austriackiej. W końcowym okresie wojny wstąpił do Polskiej Organizacji Wojskowej. 
W czasie wojny polsko-bolszewickiej służył w Dowództwie Artylerii Armii Wschód, potem w Korpusie Kadetów w Krakowie. Przeniesiony na stanowisko instruktora do Szkoły Podoficerów Artylerii w Krakowie i Toruniu. W 1920 mianowany dowódcą II dywizjonu 4 pułku artylerii polowej i wysłany na front. Po zakończeniu działań wojennych pozostał w wojsku; został zweryfikowany do stopnia majora ze starszeństwem z dniem 1 czerwca 1919 roku. 
Na początku lat 20. formalnie pozostawał nauczycielem w stanie nieczynnym, przynależnym do gimnazjum w Brodach. W 1923 roku służył jako zastępca dowódcy pułku w 4 pułku artylerii polowej. Został awansowany na podpułkownika artylerii ze starszeństwem z dniem 1 stycznia 1927 roku. Od 13 lutego 1928 do maja 1932 był dowódcą pułku manewrowego artylerii w Toruniu, który z dniem 1 stycznia 1932 roku został przemianowany na 31 pułku artylerii lekkiej. W tym samym roku został przeniesiony z korpusu oficerów artylerii do korpusu oficerów uzbrojenia w stopniu podpułkownika ze starszeństwem z dniem 1 stycznia 1927 roku i 2. lokatą z jednoczesnym przydziałem do Kierownictwa Zaopatrzenia Uzbrojenia w Warszawie na stanowisko zastępcy kierownika. Z dniem 30 czerwca 1934 został przeniesiony w stan spoczynku.
W 1938 był dyrektorem Prywatnego Gimnazjum Męskiego im. Edwarda Rontalera w Warszawie.
Podczas kampanii wrześniowej od 12 września 1939 był dowódcą artylerii Grupy Obrony Lwowa. Po agresji ZSRR na Polskę i kapitulacji Lwowa przed Armią Czerwoną został wbrew warunkom kapitulacji miasta wzięty do niewoli sowieckiej i przewieziony do obozu w Starobielsku. Wiosną 1940 został zamordowany przez funkcjonariuszy NKWD w Charkowie i pogrzebany potajemnie w bezimiennej mogile zbiorowej w Piatichatkach, gdzie od 17 czerwca 2000 mieści się oficjalnie Cmentarz Ofiar Totalitaryzmu w Charkowie. Figuruje na Liście Starobielskiej NKWD, pod poz. 1979.
5 października 2007 minister obrony narodowej Aleksander Szczygło mianował go pośmiertnie na stopień pułkownika. Awans został ogłoszony 9 listopada 2007 w Warszawie, w trakcie uroczystości „Katyń Pamiętamy – Uczcijmy Pamięć Bohaterów”.
Maksymilian Landau był współautorem Zarysu historji wojennej 4-go Pułku Artylerji Polowej z 1929

## Ordery i odznaczenia
- Krzyż Srebrny Orderu Wojskowego Virtuti Militari nr 2470 (1921)[23]
- Krzyż Niepodległości (6 czerwca 1931)[24]
- Krzyż Kawalerski Orderu Odrodzenia Polski (9 listopada 1932)[25]
- Krzyż Walecznych[2]
- Złoty Krzyż Zasługi (2 sierpnia 1928)[26]
- Medal Pamiątkowy za Wojnę 1918–1921[2]
- Medal Dziesięciolecia Odzyskanej Niepodległości[2]
- Brązowy Medal za Długoletnią Służbę[2]